# پاپ اینوسنت هفتم

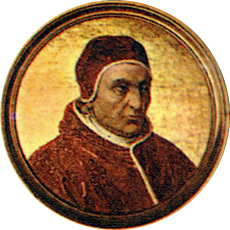

پاپ اینوسنت هفتم (به انگلیسی: Innocent VII) یکی از پاپ‌های کلیسای کاتولیک رم بود که در ایتالیا به دنیا آمد و از ۱۴۰۴ تا ۱۴۰۶ میلادی پاپ بود.